# Johann von Pont
Johann von Pont (in einigen Quellen auch von Punt genannt; * 14. Jahrhundert in Aachen; † um 1386 ebenda) war Schöffe und Bürgermeister der Reichsstadt Aachen.

## Leben und Wirken
Die erste urkundliche Erwähnung des Johann von Pont datiert aus dem Jahr 1364, als er das Amt eines Werkmeisters übernahm. Er erlangte das Vertrauen der Bürger und wurde 1368 zum Bürger-Bürgermeister gewählt. Anschließend wurde er in das Schöffenkollegium aufgenommen und in den Jahren 1372, 1374–1376, 1377, 1379 sowie von 1383 bis 1387 zum Schöffen-Bürgermeister der Freien Reichsstadt Aachen gewählt. Darüber hinaus wurde von Pont ab 1375 als einer der Geschworenen der Stadt Aachen in das Geschworenengericht des Landfriedensbündnisses Maas-Rhein gewählt und ein Jahr später als städtischer Rentmeisters ernannt, womit er unter anderem Verfasser eines Teils der Stadtrechnungen wurde.
Dieses im Jahr 1351 gegründete Landfriedensbündnis zwischen Kurköln und dem Herzogtum Brabant sowie den Städten Aachen und Köln setzte sich unter anderem für die Aufhebung ungerechter Zölle und den Schutz der reisenden Kaufleute und Pilger ein. Zur Durchsetzung ihrer Ziele konnten dann noch eigene Truppen aufgestellt werden, die das Raubrittertum mit Gewalt bekämpften. Diese Situation trat für von Pont erstmals 1383 ein, als er zusammen mit seinem Bürgermeisterkollegen Gerhard Lewe, der Ältere und den städtischen Truppen Aachens und Kölns sowie den Truppen des Erzbischofs von Köln Friedrich III. von Saarwerden und des Herzogs Wilhelm II. von Jülich und Geldern das Schloss Dyck belagerten. Sie warfen Gerhard von Dyck Raubrittertum vor, und die Truppen zwangen ihn nach der erfolgreichen Einnahme seines Schlosses, die damalige Hochburg zu zerstören. Zwei Jahre später musste Johann von Pont, diesmal mit seinem Neffe Konrad von Pont und den Schöffen Arnold Volmer, Johann und Heinrich Bertolf und Reinhard von Moirke erneut ausrücken, um die Burg Reifferscheid zu belagern. Sie warfen Johann V. von Reifferscheid zahlreiche Raubzüge in der näheren und weiteren Umgebung und Bruch des Landfriedens vor. Die Belagerung selbst blieb anfangs erfolglos und die Allianztruppen rückten nach drei Monaten unverrichteter Dinge wieder ab. Dennoch konnte der Landfriedensbund Johann V. von Reifferscheid zu einem achtjährigen Friedensvertrag verpflichten.
Johann von Pont war verheiratet mit Catharina Colyn, einer Schwester des Bürgermeisters Rikolf Colyn, und hatte mit ihr mindestens sieben Kinder, von denen sein Sohn Konrad von Pont, der Junge († um 1406), ebenfalls in das Schöffenkollegium aufgenommen wurde. Die Familie Johann von Pont war unter anderem Besitzer des oberen Uersfelder Hofs, dem späteren Küppershof in Richterich, sowie der Schurzelter Mühle in Laurensberg. Letztere war bereits seit Mitte des 13. Jahrhunderts im Besitz der Familie und Johann von Pont übertrug diese um 1383 seinem Neffen und späteren Bürgermeister Konrad von Pont dem Alten.
Für seine Verdienste für die Stadt Aachen wurde Johann von Pont fünfhundert Jahre später mit einer Statue an der Rückseite des Aachener Rathauses geehrt, welche von Karl Krauß um 1895 angefertigt und im Rahmen der Erneuerung des Rathauses an der Ecke des Treppenhauses angebracht worden war. Im Jahr 2011 wurde diese Statue zusammen mit der vom gleichen Bildhauer angefertigten Figur des ebenfalls verdienten Bürgermeisters Gerhard Chorus grundlegend saniert.